# Слука Богдан Васильович
Богдан Васильович Слука (нар. 12 вересня 1988, Львів, УРСР) — український футболіст, півзахисник.

## Життєпис
Народився у Львові. Вихованець київського «Локомотива». Футбольну кар'єру розпочав у дублі сімферопольської «Таврії», за яку зіграв 24 матчі. У 2007 році виступав в оренді за сімферопольський «Чорноморнафтогаз» у чемпіонаті Криму. У лютому 2009 році побував на перегляді в нижчоліговому польському клубі «Сталь» (Стальова Воля), але команді не підійшов. Взимку 2010 року перебрався в «Ниву». У футболці тернополян дебютував 14 березня 2010 року в програному (0:2) виїзному поєдинку 17-го туру Першої ліги проти харківського «Геліоса». Богдан вийшов на поле в стартовому складі та відіграв увесь матч. У другій половині сезону 2009/10 років зіграв 15 матчів у Першій лізі України.
1 липня 2010 року підписав контракт з «Енергетиком». Дебютував у футболці бурштинського клубу 18 липня 2020 року в програному (1:3) виїзному поєдинку 1-го туру Першої ліги проти київського «Динамо-2». Слука вийшов на поле на 55-й хвилині , замінивши Максима Прокоповича. У команді відіграв один сезон, за цей час у Першій лізі України зіграв 25 матчів. Влітку 2011 року залишив розташування клубу й незабаром після цього перейшов у «Гірник-Спорт». За нову команду дебютував 23 липня 2011 року в програному (0:3) домашньому поєдинку 1-го туру Другої ліги проти краматорського «Авангарду». Богдан вийшов на поле в стартовому складі та відіграв увесь матч. Першим голом на професіональному рівні відзначився 13 серпня 2011 року на 24-й хвилині переможного (2:0) домашнього поєдинку 4-го туру Другої ліги проти «Севастополя-2». Слука вийшов на поле в стартовому складі та відіграв увесь матч, а на 74-й хвилині отримав жовту картку. У команді відіграв півтора сезони, за цей час у складі комсомольського клубу зіграв 41 матч та відзначився 1 голом.
З 2013 по 2014 рік виступав за аматорські колективи «Ураган» (Раденичі) та «Самбір», у футболці яких грав у чемпіонаті Львівської області. Потім перейшов у «Демню», у складі якої протягом трьох сезонів виступав в аматорському чемпіонаті України, також грав у кубку України сезону 2015/16 та 2017/18 років.
У 2018 році перейшов до представника Канадської футбольної ліги «Воркута» (Торонто). У своєму дебютному сезоні в складі «Воркути» допоміг команді виграти КСЛ. Напередодні старту сезону 2019 року перейшов до новачка Канадської футбольної ліги, клубу «Кінгсман».